# Denis D’Amour
Denis D’Amour, ps. „Piggy” (ur. 24 września 1959, zm. 26 sierpnia 2005) – kanadyjski muzyk, założyciel i gitarzysta zespołu heavymetalowego Voivod. Był kompozytorem większości materiału zespołu.
Zmarł po długiej chorobie na raka okrężnicy. W 2004 roku muzyk został sklasyfikowany na 93. miejscu listy 100 najlepszych gitarzystów heavymetalowych wszech czasów według magazynu Guitar World.
Na albumie Infini, który ukazał się 23 czerwca 2009, są zarejestrowane partie gitar nagrane przez niego na komputerze.

## Filmografia
- Metal: A Headbanger’s Journey (2005, film dokumentalny, reżyseria: Sam Dunn, Scot McFayden)[4]